# Classe Bombe
La classe Bombe est une classe de huit avisos-torpilleurs de la marine nationale française construite avant le début du XXe siècle.

## Conception
Les navires de cette classe sont plus légers, plus petits et avec une artillerie plus légère que les précédents navires de la classe Condor. Ils ne possèdent que deux tubes lance-torpilles.

## Service
La plupart sont démolis entre 1910 et 1911.

La Lance est désarmée en 1913 et démolie à Cherbourg en 1914. La Couleuvrine est désarmée à Rochefort en 1910. La Flèche est désarmée à Bizerte en 1912 et démolie en 1919.

## Unités
| Nom          | Service effectif | Fin de service | Photo |
| ------------ | ---------------- | -------------- | ----- |
| Bombe        | avril 1885       | retiré en 1911 |       |
| Couleuvrine  | juin 1885        | retiré en 1911 |       |
| Dague        | juin 1885        | retiré en 1905 |       |
| Dragonne     | juillet 1885     | retiré en 1910 |       |
| Flèche       | novembre 1885    | retiré en 1912 |       |
| Lance        | avril 1886       | retiré en 1914 |       |
| Sainte Barbe | octobre 1885     | retiré en 1911 |       |
| Salve        | février 1886     | retiré en 1916 |       |